# فلور دو سيرتاو
فلور دو سيرتاو بلدية في ولاية سانتا كاتارينا في المنطقة الجنوبية من البرازيل.